# Pietro Regalado
Pietro Regalado (Valladolid, 1390 – La Aguilera, 30 marzo 1456) fu un frate minore osservante spagnolo; beatificato nel 1684, fu proclamato santo da papa Benedetto XIV nel 1746.

## Biografia
Abbracciò giovanissimo la vita religiosa nel convento-romitorio dei francescani riformati di La Aguilera. Fu uno dei promotori della regolare osservanza francescana in Spagna e fondò numerosi romitori. Si distinse per le opere di carità in favore dei poveri e degli ammalati e nelle opere d'arte è spesso raffigurato nell'atto di distribuire pane ai poveri.

## Culto
Beatificato da papa Innocenzo XI nel 1684, venne dichiarato santo da papa Benedetto XIV il 29 giugno 1746.
La sua memoria liturgica viene celebrata il 30 marzo.